# Estisch voetbalelftal in 1993
Het Estisch voetbalelftal speelde in totaal veertien officiële interlands in het jaar 1993, waaronder acht wedstrijden in de kwalificatiereeks voor de WK-eindronde 1994 in de Verenigde Staten. De ploeg stond voor het derde jaar op rij onder leiding van bondscoach Uno Piir. Op de in 1993 geïntroduceerde FIFA-wereldranglijst steeg Estland in 1993 van de 118de (augustus 1993) naar de 109ste plaats (december 1993). Twee spelers kwamen in alle veertien duels in actie, van de eerste tot en met de laatste minuut: doelman Mart Poom en verdediger Risto Kallaste.

## Balans
| Wedstrijden | Wedstrijden | Wedstrijden | Wedstrijden | Doelpunten | Doelpunten | Doelpunten | Punten |
| Gespeeld    | Winst       | Gelijk      | Verlies     | Voor       | Tegen      | Saldo      | Punten |
| ----------- | ----------- | ----------- | ----------- | ---------- | ---------- | ---------- | ------ |
| 14          | 2           | 1           | 11          | 5          | 28         | –23        | 0.357  |

## Interlands
|                                                        |         |       |         |                                                                                        |
| 20 februari Baltic Indoor Cup № 113 «onderlinge duels» | Finland | 0 – 0 | Estland | Myyrmäki Indoor Hall, Vantaa Toeschouwers: 1.000 Scheidsrechter: Juha Hirviniemi (FIN) |
| 20 februari Baltic Indoor Cup № 113 «onderlinge duels» |         |       |         | Myyrmäki Indoor Hall, Vantaa Toeschouwers: 1.000 Scheidsrechter: Juha Hirviniemi (FIN) |

|                                                        |                                            |       |         |                                                                                          |
| 21 februari Baltic Indoor Cup № 114 «onderlinge duels» | Letland                                    | 2 – 0 | Estland | Myyrmäki Indoor Hall, Vantaa Toeschouwers: 100 Scheidsrechter: Styrbjörn Oskarsson (ISL) |
| 21 februari Baltic Indoor Cup № 114 «onderlinge duels» | Rolands Bulders 28' Aleksejs Semjonovs 35' |       |         | Myyrmäki Indoor Hall, Vantaa Toeschouwers: 100 Scheidsrechter: Styrbjörn Oskarsson (ISL) |

|                                                    |                                 |       |         |                                                                                |
| 7 april Vriendschappelijk № 115 «onderlinge duels» | Slovenië                        | 2 – 0 | Estland | ŽŠD Stadion, Ljubljana Toeschouwers: 2.500 Scheidsrechter: Alfred Wieser (AUT) |
| 7 april Vriendschappelijk № 115 «onderlinge duels» | Samir Zulič 13' Sašo Udovič 14' |       |         | ŽŠD Stadion, Ljubljana Toeschouwers: 2.500 Scheidsrechter: Alfred Wieser (AUT) |

|                                                   |                                         |       |         |                                                                                    |
| 14 april WK-kwalificatie № 116 «onderlinge duels» | Italië                                  | 2 – 0 | Estland | Stadio Nereo Rocco, Triëst Toeschouwers: 33.000 Scheidsrechter: Sándor Piler (HUN) |
| 14 april WK-kwalificatie № 116 «onderlinge duels» | Roberto Baggio 21' Giuseppe Signori 87' |       |         | Stadio Nereo Rocco, Triëst Toeschouwers: 33.000 Scheidsrechter: Sándor Piler (HUN) |

|                                                 |         |                      |       |                                                                                 |
| 12 mei WK-kwalificatie № 117 «onderlinge duels» | Estland | 0 – 1                | Malta | Kadrioru Stadion, Tallinn Toeschouwers: 7.000 Scheidsrechter: Markus Merk (GER) |
| 12 mei WK-kwalificatie № 117 «onderlinge duels» |         | 16' Kristian Laferla |       | Kadrioru Stadion, Tallinn Toeschouwers: 7.000 Scheidsrechter: Markus Merk (GER) |

|                                                 |         |                                                      |           |                                                                                  |
| 19 mei WK-kwalificatie № 118 «onderlinge duels» | Estland | 0 – 3                                                | Schotland | Kadrioru Stadion, Tallinn Toeschouwers: 5.100 Scheidsrechter: Tore Hollung (NOR) |
| 19 mei WK-kwalificatie № 118 «onderlinge duels» |         | 44' Kevin Gallacher 60' John Collins 73' Scott Booth |           | Kadrioru Stadion, Tallinn Toeschouwers: 5.100 Scheidsrechter: Tore Hollung (NOR) |

|                                                 |                                                          |       |                   |                                                                                      |
| 2 juni WK-kwalificatie № 119 «onderlinge duels» | Schotland                                                | 3 – 1 | Estland           | Pittodrie Stadium, Aberdeen Toeschouwers: 14.307 Scheidsrechter: Atanas Uzunov (BUL) |
| 2 juni WK-kwalificatie № 119 «onderlinge duels» | Brian McClair 19' Brian McClair 28' Pat Nevin 73' (pen.) |       | 57' Sergei Bragin | Pittodrie Stadium, Aberdeen Toeschouwers: 14.307 Scheidsrechter: Atanas Uzunov (BUL) |

|                                            |         |                                             |         |                                                                                  |
| 2 juli Baltic Cup № 120 «onderlinge duels» | Estland | 0 – 2                                       | Letland | Kalevi Staadion, Pärnu Toeschouwers: 300 Scheidsrechter: Jevgeni Tšelnokov (EST) |
| 2 juli Baltic Cup № 120 «onderlinge duels» |         | 52' Vitālijs Astafjevs 80' Aleksejs Sarando |         | Kalevi Staadion, Pärnu Toeschouwers: 300 Scheidsrechter: Jevgeni Tšelnokov (EST) |

|                                            |                                       |       |                        |                                                                             |
| 4 juli Baltic Cup № 121 «onderlinge duels» | Estland                               | 2 – 1 | Litouwen               | Kalevi Staadion, Pärnu Toeschouwers: 800 Scheidsrechter: Roman Lajuks (LAT) |
| 4 juli Baltic Cup № 121 «onderlinge duels» | Sergei Zamorski 25' Sergei Bragin 39' |       | 60' Viktoras Olšanskis | Kalevi Staadion, Pärnu Toeschouwers: 800 Scheidsrechter: Roman Lajuks (LAT) |

|                                                      |         |                                 |          |                                                                                |
| 5 september WK-kwalificatie № 122 «onderlinge duels» | Estland | 0 – 2                           | Portugal | Kadrioru Stadion, Tallinn Toeschouwers: 2.750 Scheidsrechter: Ilkka Koho (FIN) |
| 5 september WK-kwalificatie № 122 «onderlinge duels» |         | 31' Rui Costa 76' António Folha |          | Kadrioru Stadion, Tallinn Toeschouwers: 2.750 Scheidsrechter: Ilkka Koho (FIN) |

|                                                       |         |                                                                  |        |                                                                                  |
| 22 september WK-kwalificatie № 123 «onderlinge duels» | Estland | 0 – 3                                                            | Italië | Kadrioru Stadion, Tallinn Toeschouwers: 5.350 Scheidsrechter: Jan Damgaard (DEN) |
| 22 september WK-kwalificatie № 123 «onderlinge duels» |         | 20' (pen.) Roberto Baggio 61' Roberto Mancini 76' Roberto Baggio |        | Kadrioru Stadion, Tallinn Toeschouwers: 5.350 Scheidsrechter: Jan Damgaard (DEN) |

|                                                       |               |                                     |         |                                                                                    |
| 26 oktober Vriendschappelijk № 124 «onderlinge duels» | Liechtenstein | 0 – 2                               | Estland | Sportplatz Rheinau, Balzers Toeschouwers: 1.200 Scheidsrechter: Gerd Grabher (AUT) |
| 26 oktober Vriendschappelijk № 124 «onderlinge duels» |               | 56' Sergei Bragin 89' Lembit Rajala |         | Sportplatz Rheinau, Balzers Toeschouwers: 1.200 Scheidsrechter: Gerd Grabher (AUT) |

|                                                      |                                                |       |         |                                                                                  |
| 10 november WK-kwalificatie № 125 «onderlinge duels» | Portugal                                       | 3 – 0 | Estland | Estádio da Luz, Lissabon Toeschouwers: 11.000 Scheidsrechter: Eric Blareau (BEL) |
| 10 november WK-kwalificatie № 125 «onderlinge duels» | Paulo Futre 2' Oceano 37' (pen.) Rui Águas 86' |       |         | Estádio da Luz, Lissabon Toeschouwers: 11.000 Scheidsrechter: Eric Blareau (BEL) |

|                                                      |                                                                                |       |         |                                                                            |
| 17 november WK-kwalificatie № 126 «onderlinge duels» | Zwitserland                                                                    | 4 – 0 | Estland | Hardturm, Zürich Toeschouwers: 21.000 Scheidsrechter: Zoran Petrović (YUG) |
| 17 november WK-kwalificatie № 126 «onderlinge duels» | Adrian Knup 31' Dominique Herr 34' Christophe Ohrel 45' Stéphane Chapuisat 61' |       |         | Hardturm, Zürich Toeschouwers: 21.000 Scheidsrechter: Zoran Petrović (YUG) |

## FIFA-wereldranglijst
| AUGUSTUS | SEPTEMBER | OKTOBER | NOVEMBER | DECEMBER |
| -------- | --------- | ------- | -------- | -------- |
| 118      | 117       | 117     | 109      | 109      |

## Statistieken
| Mart Poom         | 1972-02-03 | FC Wil 1900       | 14 | 0 | 0 | 19 | 0 |
| Verdediging       |            |                   |    |   |   |    |   |
| Risto Kallaste    | 1971-02-23 | FC Flora Tallinn  | 14 | 0 | 0 |    |   |
| Igor Prins        | 1966-10-21 | FC Tevalte        | 12 | 0 | 0 | 16 | 0 |
| Urmas Kaljend     | 1964-07-24 | FC Norma Tallinn  | 10 | 0 | 0 |    |   |
| Marek Lemsalu     | 1972-11-24 | FC Flora Tallinn  | 5  | 1 | 0 | 7  | 0 |
| Viktor Alonen     | 1969-03-23 | FC Flora Tallinn  | 4  | 0 | 0 | 7  | 0 |
| Jaanus Veensalu   | 1964-07-29 | FC Flora Tallinn  | 0  | 2 | 0 |    |   |
| Middenveld        |            |                   |    |   |   |    |   |
| Andrei Borissov   | 1969-08-01 | FC Norma Tallinn  | 12 | 2 | 0 |    |   |
| Toomas Kallaste   | 1971-01-27 | FC Flora Tallinn  | 12 | 0 | 0 |    |   |
| Martin Reim       | 1971-05-14 | FC Flora Tallinn  | 12 | 0 | 0 |    |   |
| Marko Kristal     | 1973-06-02 | FC Flora Tallinn  | 10 | 0 | 0 |    |   |
| Sergei Bragin     | 1967-03-19 | FC Tevalte        | 9  | 3 | 3 | 12 | 3 |
| Urmas Hepner      | 1967-07-31 | FC Norma Tallinn  | 8  | 1 | 0 |    |   |
| Dzintar Klavan    | 1961-06-18 | FC Flora Tallinn  | 6  | 2 | 0 | 8  | 0 |
| Indro Olumets     | 1971-04-10 | FC Flora Tallinn  | 5  | 5 | 0 | 15 | 2 |
| Sergei Ratnikov   | 1959-11-21 | FC Flora Tallinn  | 3  | 4 | 0 |    |   |
| Sergei Zamorski   | 1971-01-22 | JK Trans Narva    | 1  | 3 | 1 |    |   |
| Tarmo Linnumäe    | 1971-11-11 | FC Flora Tallinn  | 1  | 2 | 0 |    |   |
| Seppo Vilderson   | 1963-02-07 | FC Norma Tallinn  | 0  | 1 | 0 |    |   |
| Aanval            |            |                   |    |   |   |    |   |
| Lembit Rajala     | 1970-12-01 | FC Flora Tallinn  | 9  | 1 | 1 | 11 | 1 |
| Aleksandr Puštov  | 1964-03-09 | Tallinna Sadam    | 5  | 2 | 0 | 10 | 1 |
| Aleksandr Olerski | 1973-05-18 | KSK Vigri Tallinn | 1  | 1 | 0 | 2  | 0 |

EJL · A-internationals · Bondscoaches · Statistieken · Estisch vrouwenelftal · Olympisch elftal · Estland U21 · Estland U20 · Estland U19 · Estland U18 · Estland U17 · Estland U16
1920 – 1929 ·
1930 – 1939 ·
1940 – 1949 ·
1950 – 1990 · 
1990 – 1999 ·
2000 – 2009 ·
2010 – 2019 ·
2020 − 2029
OS 1924
1920 ·
1921 ·
1922 ·
1923 ·
1924 ·
1925 ·
1926 ·
1927 ·
1928 ·
1929 · 
1930 · 
1931 · 
1932 · 
1933 · 
1934 · 
1935 · 
1936 · 
1937 · 
1938 · 
1939 · 
1940 · 
1941 · 
1942 · 
1943 · 1944 · 
1945 · 
1946 · 
1947 · 
1948 · 
1949 · 
1950 – 1990 · 
1991 · 
1992 · 
1993 · 
1994 · 
1995 · 
1996 · 
1997 · 
1998 · 
1999 · 
2000 · 
2001 · 
2002 · 
2003 · 
2004 · 
2005 · 
2006 · 
2007 · 
2008 · 
2009 · 
2010 · 
2011 · 
2012 · 
2013 · 
2014 · 
2015 · 
2016 ·
2017 ·
2018 ·
2019 ·
2020
Albanië ·
Andorra ·
Angola ·
Antigua en Barbuda ·
Argentinië ·
Armenië ·
Azerbeidzjan ·
België ·
Bosnië-Herzegovina ·
Brazilië ·
Bulgarije ·
Canada ·
Chili ·
China ·
Cyprus ·
Denemarken ·
Duitsland ·
Ecuador ·
Egypte ·
El Salvador ·
Engeland ·
Equatoriaal-Guinea ·
Faeröer ·
Fiji ·
Filipijnen ·
Finland ·
Frankrijk ·
Georgië · 
Gibraltar ·
Griekenland ·
Hongarije ·
Hongkong ·
Ierland ·
IJsland ·
Indonesië ·
Irak ·
Israël ·
Italië ·
Jordanië ·
Kazachstan ·
Kirgizië ·
Kroatië ·
Letland ·
Libanon ·
Liechtenstein ·
Litouwen ·
Luxemburg ·
Malta ·
Marokko ·
Mexico ·
Moldavië ·
Montenegro ·
Nederland ·
Nieuw-Caledonië ·
Nieuw-Zeeland ·
Noord-Ierland ·
Noord-Macedonië ·
Noorwegen ·
Oekraïne ·
Oezbekistan ·
Oman ·
Oostenrijk ·
Polen ·
Portugal ·
Qatar ·
Roemenië ·
Rusland ·
Saint Kitts en Nevis ·
San Marino ·
Saoedi-Arabië ·
Schotland ·
Servië ·
Slovenië ·
Slowakije · 
Spanje ·
Tadzjikistan ·
Thailand ·
Trinidad en Tobago ·
Tsjechië ·
Turkije ·
Turkmenistan ·
Uruguay ·
Vanuatu ·
Venezuela ·
Verenigde Arabische Emiraten ·
Verenigde Staten ·
Vietnam ·
Wales ·
Wit-Rusland ·
Zweden ·
Zwitserland